# Пінон смарагдовий
Пі́нон смарагдовий (Ducula myristicivora) — вид голубоподібних птахів родини голубових (Columbidae). Ендемік Індонезії. Біяцький пінон раніше вважався підвидом смарагдового пінона, однак був визнаний окремим видом у 2021 році.

## Опис
Довжина птаха становить 41-43 см, вага 540 г. Забарвлення переважно сіре, верхня частина тіла і крила смарагдово-зелені, крила, шия і живіт мають рожевуватий відтінок. Махові і стернові пера чорні з блакитним відблиском. Райдужки карі, дзьоб чорний, лапи тілесно-червоного кольору.

## Поширення і екологія
Смарагдові пінони мешкають на островах Віді і Гебе на сході Молуккського архіпелагу, а також на островах Раджа-Ампат на захід від Нової Гвінеї. Вони живуть у вологих рівнинних тропічних лісах і в мангрових лісах. Живляться плодами.